# Carmel Adventist College
Das Carmel College ist eine private, weiterführende, adventistische Schule im Stadtteil Kalamunda von Perth (Western Australia). Getragen wird sie von dem weltweiten Schulsystem der Siebenten-Tags-Adventisten, welches eine größere Bedeutung in Australien hat.
In der Schule leben ca. 20 Internatsschüler, sogenannte „boarding students“. Am Carmel Adventist College wird, wie an fast allen australischen Schulen, Schuluniform getragen, bestehend aus einem blauen Pullover, weißem Hemd und grauer Hose. Zur Beförderung der Schüler besitzt das College mehrere eigene Schulbusse.
Das College besitzt die Schulfarben Blau, Weiß und Rot.

## Schulsystem
An der Schule werden die Klassen 8 bis 12 unterrichtet und auf den australischen Schulabschluss vorbereitet (vergleiche Schulbildung in Australien).

## Schulangebot
Neben der Landessprache Englisch wird auch Französisch unterrichtet. Neben dem Unterrichtsangebot an Standardfächern wie Mathematik, Naturwissenschaften, Kunst, Sport und Digitale Mediengestaltung gibt es an dieser Schule auch praxisorientierte Fächer wie Möbeldesign und -herstellung sowie einen Kurs im Fachbereich Automechanik, Kleinmotoren und Metallverarbeitung. Auch Studien über frühe Kindheit befinden sich im Angebot. Dem Religionsunterricht wird an dieser Schule sehr viel Wert beigemessen.
Das College verfügt über eine Schulband und einen Chor, welcher innerhalb Australiens mehrere Male aufgetreten sind.
Den verschiedenen Häusern mit den Bezeichnungen Forrest, O'Connor und Sturt wurden die jeweils Trikotshirtfarben Grün, Blau, und Rot zugeordnet. Die dazu getragene Sporthose ist schwarz.

## Partnerschulen
- Carmel Adventist College Primary